# اوسکار بارتلت
اسکار اف. بارتلت (Oscar F. Bartlett) (زادهٔ ۲ اکتبر ۱۸۲۳ – درگذشتهٔ نوامبر ۱۹۱۱)، معلّم، کارگر مزرعه، پزشک و سیاستمدار آمریکایی اهل شهر کایوگا، نیویورک بود. او به عنوان جراح ارتش اتحادیه در طول جنگ داخلی آمریکا خدمت کرده و به مدت دو سال نمایندهٔ شهرستان والورس، ویسکانسین در مجلس سنای ایالت ویسکانسین و مجلس ایالتی ویسکانسین بود. وی قبل از ادغام حزب خاک آزاد و ایجاد حزب جمهوری‌خواه، عضو آن بود و پس از آن جمهوری‌خواه لیبرال شد.

## پس‌زمینه
بارتلت در ۲ اکتبر سال ۱۸۲۳ در ویکتوری، نیویورک چشم به جهان گشود. او یکی از ده فرزند کشیش جان ملیتون بارتلت (باپتیست سابق که به مریدان مسیح پیوست) و هانا (ارل) بارتلت بود. بارتلت در مدارس محلی تحصیل کرد و به اندازه‌ای خوب بود که اندکی پس از تحصیل خود در روستای کاتو، نیویورک، به تدریس پرداخت و این حرفه را به مدت ده سال انجام داد. او حرفهٔ خود را به عنوان یک کارگر مزرعه و معلّم حفظ نمود و در سن پانزده سالگی شروع به تحصیل در رشتهٔ پزشکی در مطب یک پزشک محلی به نام دکتر رابرت تریت پین کرد.

## در ویسکانسین
بارتلت در سال ۱۸۴۲ به ایالت ویسکانسین نقل مکان کرد و در ابتدا به عنوان کارگر مزرعه در دلوان مشغول به‌کار شد. سپس در ریسین به تدریس پرداخته و پیش از حرکت به سوی تروی شرقی به عنوان یک خرده فروش در یک فروشگاه عمومی در شهرستان والورث کار کرد. او بعضی اوقات در مدارس آنجا تدریس نمود و سپس تحصیلات پزشکی خود را با شرکت در سخنرانی‌های کالج پزشکی راش در شیکاگو، از سر گرفت و کارآموزی پزشکی خود را در کنار پزشک اهل شیکاگو به نام دکتر ان اس دیویس گذراند. پس از آن شروع به طبابت در تروی شرقی کرد.

### خدمات قانون‌گذاری
بارتلت در سال ۱۸۵۲ به عنوان یک عضو حزب خاک آزاد در سومین مجلس محلی شهرستان والورث (تروی شرقی اسپرینگ پریری) انتخاب و جایگزین هم حزبی خود در حزب خاک آزاد به نام جوئل اچ. کوپر (که برای انتخابات مجدد، نامزد نشده بود) شد. او به کمیته‌های دائمی در مورد نسخ رسمی و دست‌نویس لوایح و در دانشکده‌های پزشکی و انجمن‌های پزشکی منصوب شد. بارتلت در سال ۱۸۵۳ دوباره در انتخاب شد ولی در مجلس بعدی ساموئل پرات (او نیز عضو حزب خاک آزاد بود که بعدها جمهوری‌خواه شد) جایگزین او شد. بارتلت همچنان کار طبابت خود را ادامه داد.
بارتلت در سال ۱۸۵۹ به عنوان عضو جمهوری‌خواه در سنای ویسکانسین انتخاب و جایگزین جان دبلیو بوید جمهوری‌خواه شد. او در سال ۱۸۶۱، به جای اینکه به دنبال انتخاب مجدد باشد، به ارتش اتحادیه پیوست و در جنگ داخلی آمریکا جراح ارتش شد. جانشین وی وایمن اسپونر، همکارش در حزب جمهوری‌خواه بود.

### جنگ داخلی و پس از آن
بارتلت ابتدا به هنگ پیاده‌نظام ششم ویسکانسین پیوست که در آنجا دستیار جراح بود؛ سپس به سومین پیاده‌نظام ویسکانسین رفته و در آنجا به جراح ارشد ارتش تبدیل شد. او در ۱۹ ژانویه ۱۸۶۴ با ماریا هولیوک ازدواج کرد ولی همسرش کمی بعد در همان سال چشم از جهان فروبست. او پس از آنکه به شدت بیمار شد در ژانویهٔ ۱۸۶۵ چاره‌ای به جز استعفا نداشت. پس از استعفا به خانهٔ خود بازگشت ولی به قدری به دلیل ابتلا به روماتیسم ناتوان شده و در حقیقت قادر به حرکت نبود که برای چندین سال کار طبابت را کنار گذاشت.

## بازگشت به شهرستان کایوگا
بارتلت در سال ۱۸۶۸ به کاتو، نیویورک بازگشت و در روستای مجاور مریدی به طبابت پرداخت. او در ۲۵ مه ۱۸۶۹ با بیوهٔ برادر همسر نخستش به نام ماریا (باست) هولیوک ازدواج کرد. ماریا از ازدواج قبلی‌اش صاحب دو فرزند بود و با هم نیز صاحب یک پسر به نام جان شدند که در سن ۱۹ سالگی از دنیا رفت. هر دوی آنها در زندگی اجتماعی فعال بودند. (بارتلت به حزب جمهوری‌خواه وفادار ماند).
بارتلت در نوامبر ۱۹۱۱ چشم از جهان فروبست. او مدتی قدیمی‌ترین پزشک شهر بود که طبابت می‌کرد.